# ريبيكا لين هووبر إيستمان
ريبيكا لين هووبر إيستمان (بالإنجليزية: Rebecca Lane Hooper Eastman)‏ (23 مارس 1877 - 1937)؛ صحفية وروائية أمريكية. درست في كلية رادكليف.

## الحياة الشخصية
وُلدت ريبيكا عام 1877 في ولبوول، نيوهامبشير، والداها هم فرانكلين ويليام هووبر و مارثا هولدن هووبر، تخرجت من كلية رادكليف عام 1990. عثرت ايمي أبيركرومبي، حفيدة ريبيكا هوبر، على مخطوطة لرواية جدتها «البيت الآخر» فكتبتها ونشرتها، ثم حوّلت الرواية إلى فيلم. تم عرض الفيلم لأول مرة في 26 يونيو 2010.